# Charqueadas
Charqueadas é um município brasileiro, do estado do Rio Grande do Sul.

## História[5]
A origem de Charqueadas está ligada ao charque (carne bovina seca e salgada), ainda hoje muito consumido pelo gaúcho. Charqueadas era o local onde se produzia o charque até o final do século XIX e início do século XX. O fabrico do charque foi durante muito tempo a principal atividade econômica dos colonizadores da região, predominantemente espanhóis e portugueses.
A atividade começava com os tropeiros conduzindo o gado até a foz do Arroio dos Ratos, principal afluente do Rio Jacuí. Ali o gado era abatido e a carne era transportada na forma de charque (pois não havia refrigeração), pelo processo de adição de sal. Seguia pelo Rio Jacuí até Porto Alegre e outros centros, inclusive o exterior.
Com o avançar do progresso e o surgimento de novas tecnologias de refrigeração (geladeiras e frigoríficos), as charqueadas perderam força como atividade econômica. A localidade, então, passou a buscar novas alternativas. E elas surgiram com a perfuração do primeiro poço para extração de carvão mineral, na década de 1950.
E foi justamente pela mineração de carvão que se iniciou o povoamento mais acelerado da localidade e suas principais empresas, representando cada uma um novo ciclo econômico:
- Copelmi (mineradora de carvão);
- Eletrosul (usina termoelétrica, que usa o carvão mineral);
- Aços Finos Piratini, que deu inicio ao ciclo da siderurgia e à implantação do pólo metalmecânico.
Charqueadas, porém, só conseguiu sua emancipação 30 anos depois. No ano de 1982, o município de São Jerônimo foi dividido, e uma parte deste deu origem ao município de Charqueadas. Por isso, nessa data se comemora o aniversário da cidade. O feriado municipal de 4 de dezembro é alusivo ao dia de Santa Bárbara (padroeira dos mineiros). Fato curioso é que boa parte da população considera a Santa também Padroeira da cidade, pela enorme identificação com os devotos. No entanto, a Padroeira do município é Nossa Senhora dos Navegantes. 
Atualmente, Charqueadas é o município mais populoso e desenvolvido da Região Carbonífera.

## Geografia
Localiza-se na Região Metropolitana de Porto Alegre, a 29º57'17" de latitude sul e 51º37'31" de longitude oeste, a uma altitude de 30 metros. Sua população, em 2021, era de 41.705 habitantes.